# O Captain! My Captain!

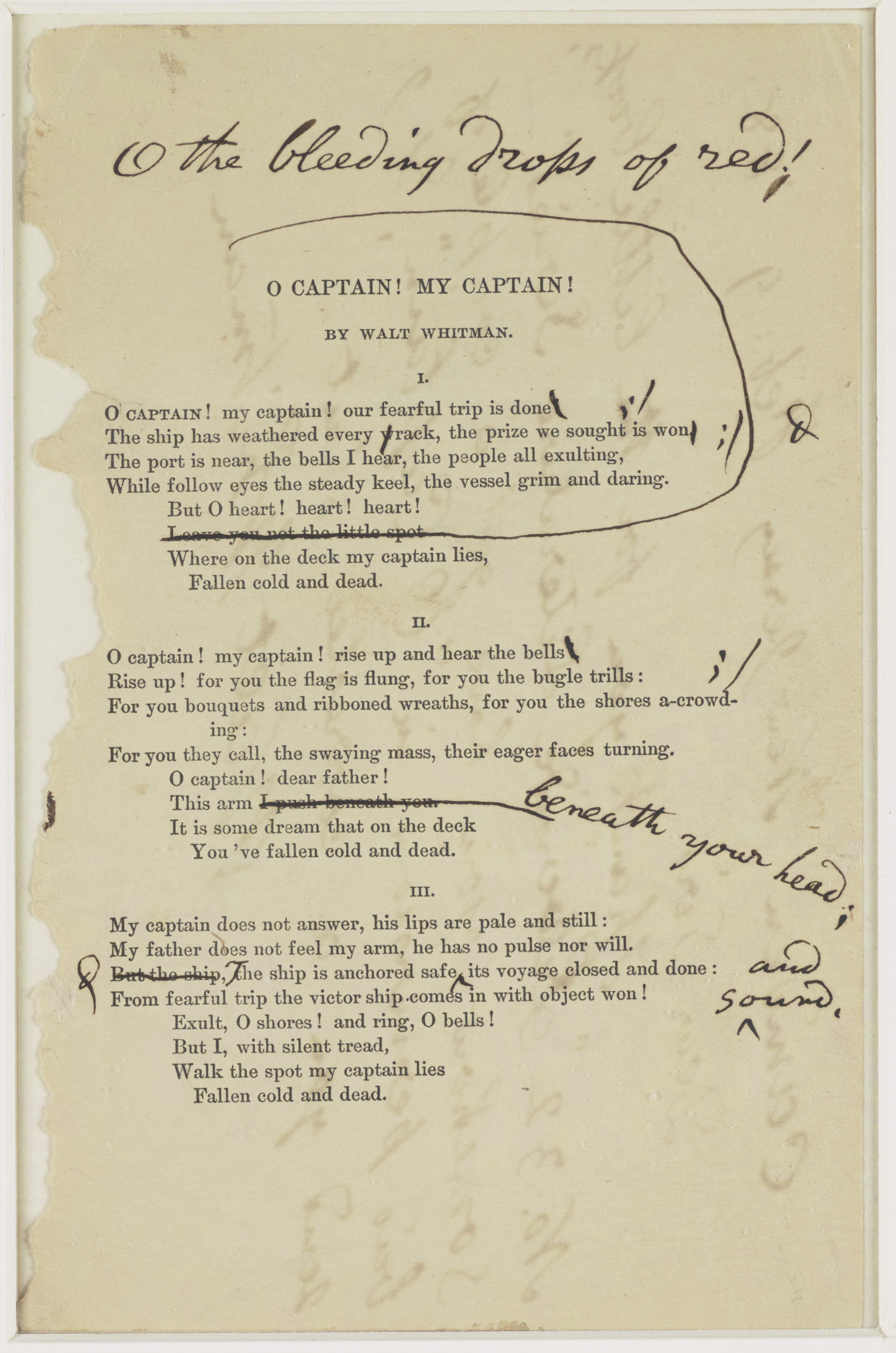
Whitmanovy poznámky u básně „O Captain! My Captain!“

O Captain! My Captain! (česky: Kapitáne, můj kapitáne) je báseň Walta Whitmana z roku 1865 věnovaná Abrahamu Lincolnovi.
| Originál O Captain my Captain! our fearful trip is done; The ship has weather’d every rack, the prize we sought is won; The port is near, the bells I hear, the people all exulting, While follow eyes the steady keel, the vessel grim and daring: But O heart! heart! heart! O the bleeding drops of red, Where on the deck my Captain lies, Fallen cold and dead. O Captain! my Captain! rise up and hear the bells; Rise up—for you the flag is flung—for you the bugle trills; For you bouquets and ribbon’d wreaths—for you the shores a-crowding; For you they call, the swaying mass, their eager faces turning; Here Captain! dear father! This arm beneath your head; It is some dream that on the deck, You’ve fallen cold and dead. My Captain does not answer, his lips are pale and still; My father does not feel my arm, he has no pulse nor will; The ship is anchor’d safe and sound, its voyage closed and done; From fearful trip, the victor ship, comes in with object won; Exult, O shores, and ring, O bells! But I, with mournful tread, Walk the deck my Captain lies, Fallen cold and dead. |

| Překlad Jaroslava Vrchlického Ó Vůdce, můj vůdce! Na smrt presidenta Lincolna. Ó Vůdce můj! ó Vůdce můj! tvá cesta má juž cíl, koráb, jenž každou bouři snes', svou cenu vydobyl. Zde přístav již, ó zvony slyš, a vešken jásá lid, za kormidlem zrak nezlomným bez bázně, hrdě lít. Však srdce! srdce! srdce! krev rudá kape odevšad, na palubě můj Vůdce spí, tam chladný, mrtvý pad'. Ó Vůdce můj! ó Vůdce můj! vstaň, slyš ty zvony hřmít, vstaň - tobě vlajka kývá - pojď, roh slyším tobě znít, pro tebe stuhy a kytic směs, dav tísnící se v běh, pro tebe jásot, volání, vír mass, zrak lačný všech. Sem Vůdce! drahý otče! jak objal bych tě rád! což je to sen, na palubu tys chladný, mrtvý pad'. Můj Vůdce, žádná odpověď - má bledý, němý ret, mé objetí víc necítí, tep ztichl, v tváři zbled', odveden koráb v bezpečí, svůj cesta našla cíl, kde orkan hřměl, on vítěz jel, kam chtěl se v přístav skryl. Ó jásej břehu, zvone zni! já v žalu mohu stát na palubě té, Vůdce můj kde chladný, mrtvý pad'! |

## Rozbor
Walt Whitman napsal tuto báseň po Lincolnově zavraždění. Lincolna obdivoval a jeho smrtí byl velice zarmoucen. V básni je Lincoln představován kapitánem a Spojené státy představuje loď. Loď překoná potíže, jako je Občanská válka a je mír. Řečník však cítí hořkost vítězství.
Báseň začíná popisem návratu lodi do bezpečného přístavu. Z pláče pro kapitána si řečník uvědomuje, že kapitán zemřel na moři. Na pevnině diváci oslavují návrat lodi, ale řečník truchlí nad smrtí svého kapitána. Jak končí cesta, tak končí i kapitánův život.

## V populární kultuře
Báseň se objevila ve filmu Společnost mrtvých básníků (The Dead Poets Society) od Petera Weira z roku 1989. Učitel angličtiny, kterého ztvárnil Robin Williams, nabídl svým žákům, že jej tak mohou důvěrně oslovovat.